# 南京大学碎尸案
南京“1·19”碎尸案，又称南大碎尸案、刁爱青案、1·19碎尸抛尸案，案发于1996年1月19日的江苏省南京市，受害人为南京大学成人教育学院一年级女学生刁爱青。受害人遗体碎片在其失踪10天后，即当年1月19日清晨，最先被一名清洁工在南京华侨路发现。尸体被加热至熟，并切割成2,000片以上。案发后，南京市公安部门动用大量警力进行过大规模侦查，但至今未找到凶手。

## 案情简介
死者刁爱青，女，曾用名刁爱卿，1977年3月11日出生于江苏省姜堰市沈高镇的一个农民家庭，遇害时为南京大学鼓楼校区信息管理系现代秘书与微机应用专业成人教育脱产班专科一年级学生，在鼓楼校区学习和生活（1995年10月初入学），遇害时不满19岁。她住在鼓楼校区南园4舍（也称老四舍），该宿舍楼当时人员复杂，流动性大。其父刁日昌，住在江苏省泰县（现泰州市姜堰区）沈高镇刁舍村四组。

### 遇害前
1996年1月7日，刁爱青应邀与几名老同学聚餐，次日返回南京大学。
1月9日下午5点左右，刁爱青被同学目击离开鼓楼校区，此后未归。离校前曾因舍友违规使用电磁炉，被老师要求均摊罚款。

### 发现尸体
1996年1月19日，一名清洁工打扫路边垃圾时在南京市新街口华侨路附近发现一个手提包，里面装有若干片切割均匀的熟肉。该清洁工对肉片进行清洗时发现其中混有三根手指，随即报案。南京警方随后几日在南京城内、南京大学周边多地发现多包尸块。受技术条件限制，法医仅能从尸块上的体貌特征和肌肉纤维组织确认死者为女性。此后在水佐岗等地发现被害者头颅和衣物。

## 后续
受限於社會條件，案发时的公共監控攝影機極少。南京市警方高度重视，曾成立专案组进驻南京大学侦破此案，并在全市进行广泛排查。直至案发后3个月，专案组才撤离南大。当时南大校内先是有小道消息流传此案，随后正式贴出被害女生的照片。据说所有学生都要接受调查，提供事发当晚不在现场的證人。
受害人社交圈全部人員都被排查後排除，逐漸懷疑是隨機流竄人員作案。当时的媒体报道了相关新闻和批示，警方悬赏通告，公布了涉案的几个手提包和一条印花床单，希望市民提供线索，但限定破案的日期过了案子却毫无进展。
案发后，刁爱青的父亲刁日昌曾四次前往南京大学询问案件进展，第四次（2002年）为生活困难寻求帮助，拿到1万元，但写下不再为此事找南京大学的保证书。另一说中，第四次为2010年冬季，因股骨头坏死手术费用无法承担，到南大寻求帮助。
2016年1月19日，有南京本地微信公众号文章称“南京大学碎尸案”今日为20年追诉期的最后一天，引发关注。次日下午，公安部刑侦局在官方微博称，南大碎尸案将依照刑法规定追查到底。此后有学术研究认为，此案追诉时效的适用依不同解释观点可能存在争议，但抓获嫌疑人后检察院仍可报请最高人民检察院核准追诉。
2021年3月29日，时隔25年后，被害人刁爱青的姐姐刁爱华来到南京市鼓楼区人民法院，就当年刁爱青遇害一案起诉南京大学，要求赔偿人民币162万元。同年4月6日，刁爱华撤诉。
2022年5月30日，网络传言碎尸案嫌犯已被抓获，受害人亲属、南京市警方等人士表示未收到此消息，南京市网信办、南京市警方（经受害人家属代理律师）等随后回应确认该消息不实。

## 网络热议
该案数度在互联网上受到关注，并引发网民讨论和分析案情。
对于尸体被分尸、加热和抛尸，有观点认为是凶手为消灭作案痕迹，也有观点怀疑是凶手的变态心理或泄愤之举。
2007年3月21日，网民“十六茶”发表相关帖子，其中详细描述分尸后细节。
2008年5月28日，百度贴吧中“刁爱青吧”被匿名网民建立。
2008年6月19日，网民“黑弥撒”在天涯社区发表帖子《关于南大碎尸案的一点想法》，其中分析称凶手可能与死者因“打口碟”（一种从欧美进口的实体唱片）相识乃至相恋。帖子引发热议，亦有网民质疑发帖者身份及与案件关联。当年6月24日，南京《现代快报》报道该案及网帖讨论，讨论亦引发南京警方关注，“黑弥撒”停止活动、相关讨论帖随后大部分被删除。据媒体报道，“黑弥撒”消失后曾表态愿与办案人员沟通以助破案，而有知情记者称：“黑弥撒”本人26岁，法学专业出身，父亲是一名警察；当地办案警方向媒体表示，确认发帖者并无恶意，但对案情分析多为主观猜测，警方至今未从网上发现该案的有价值线索。讨论帖所在网站总编确认是应警方要求删除网帖，但具体情况不便透露。死者好友表示这些猜测应是无稽之谈。
2008年7月4日，网民“悼红轩主人”从山东奔赴南京、姜堰，寻访刁爱青父母，自费调查该案。刁父对此并无戒心，但刁爱青姐夫对其身份有所怀疑。随后，姜堰市公安局城中派出所将其带走询问调查。7月13日，根据其他网民提供的线索，其在博客中撰文分析称，1998年发表小说《纪念物》的作家王大进或为案件知情人乃至凶手。王大进随后回应“感到很好笑”，表示这与“黑弥撒”的帖子一样同为想象产物。
2022年5月14日，一位网友在微博发文称，南京大学碎尸案告破。21日再度发文称，哈尔滨市公安局呼兰分局逮捕呼兰弑警案真凶。30日，南京市公安局刑事侦查局接受媒体采访否认南京大学碎尸案告破，称该案仍在调查中。31日，哈尔滨市呼兰区警方人士告诉红星新闻记者，该网友说法纯属谣言，“发帖者之前还造谣过南京刁爱青碎尸案，昨天已被微博官方禁言，他自己也删除了微博。”

## 文學改編
- 作家王大进将此案写入中篇小说《纪念物》[1]，1998年在《收获》杂志发表[5]。
- 作家蜘蛛在作品《十宗罪》第九卷“碎尸惨案”、第十卷“碎尸真相”中引用此案。
- 作家周浩晖的作品《死亡通知单2·宿命》中以此案为原型。[來源請求]
- 作家陈九歌出版的长篇侦探小说《血色天都》，以南大碎尸案为背景[1]。
- 2016年北京人民广播电台实验性网络广播剧《寻找刁爱青》，依托听众反馈进行续集制作[19]，开创“追案剧”概念[20]。作品获第九届“赢在创意”全球华语广播大赛原创广播节目银奖、第十二届“东方畅想”全球华语广播大赛总决赛铜奖[20]。
- 作家尹剑翔所著小说《问骨2：骨惑》中引用并改编此案。[21]
- 2023年刑侦电视剧《他是谁》中部分内容以此案为原型。[22]刁爱青家属此后指责剧中人物设定与刁爱青高度相似，但虚构了婚外情剧情，寻求出品方下架并公开道歉[23]。
- 剧本杀《窗边的女人》等改编此案。[24][25]